# Stuckenia
Stuckenia rod vodenog bilja u porodici mrjesnjakovki. Sastoji se od nekih 10 vrsta raširenih po Europi, Aziji i Sjevernoj Americi.
Vrste ovog roda rastu po plitkoj vodi. Ove biljke imaju rizome, ali ne i turione. Gomolji mogu biti odsutni ili prisutni. Glavna razlika između rodovs Stuckenia i Potamogeton je u tome što se stipula spaja s bazom lista.

## Vrste
1. Stuckenia amblyophylla (C.A.Mey.) Holub
2. Stuckenia filiformis (Pers.) Börner
3. Stuckenia helvetica (G.Fisch.) Holub
4. Stuckenia macrocarpa (Dobrocz.) Tzvelev
5. Stuckenia pectinata (L.) Börner
6. Stuckenia punensis (A.Galán) A.Galán
7. Stuckenia striata (Ruiz & Pav.) Holub
8. Stuckenia subretusa (Hagstr.) Holub
9. Stuckenia vaginata (Magnin) Holub
10. Stuckenia ×bottnica (Hagstr.) Holub
11. Stuckenia ×meinshausenii (Juz.) Tzvelev
12. Stuckenia ×suecica (K.Richt.) Holub